# Backsippa
Backsippa (Pulsatilla vulgaris Mill.) är en flerårig ört som tillhör familjen ranunkelväxter.

## Beskrivning
Backsippan karaktäriseras av sina stora, klocklika violetta blommor och fint håriga stjälkar och blad. Blomningstiden är april och maj.
Backsippa håller sig vanligen inom 5 — 20 cm högt. Vid blomningen kan enstaka blommor komma i toppen på en 40 cm styv stjälk.
Växtens underjordiska system är av samma typ som hos Limonium- och Plantago-arterna, d v s en länge kvarlevande pålrot och en kort kandelaberjordstam. Pålroten kan tränga ner över 1 m i marken.
Småfrukterna är försedda med ett långt, mjukhårigt spröt, som gör att fröna kan spridas vida med vinden.
Som överblommad kvarstår backsippans stjälk styvt upprätt, inte slak och nedliggande.
Kalken är sluten kring befruktningsdelarna och inte lika öppen som hos andra besläktade arter. Detta beror på att backsippan har små honungskörtlar — de yttersta, förkrympta ståndarna  — som sitter skyddade i bottnen av den klocklikt slutna kalken. De dunlika fruktspröten, samlade till en liten upprättstående knippa, kallad panasch, som tidigare även kallats vippa.
Spridning av frukterna kan ske med två mekanismer:
- Vid torrt väder kan en vindpust blåsa bort några mogna frukter från panaschen. Frukten, (en nöt) kan med vinden föras långt bort, där den faller ned på marken, eller hamnar på en annan växt.
- I fuktigt väder kan frukter fastna i pälsen på förbiströvande djur, och av dessa föras vida omkring, innan frukterna faller av.

Kromosomtal 2n = 32.
Backsippan är mycket giftig. Betesdjur lär sig detta, och undviker den. Kanske är det smaken, som avskräcker.
Backsippan är fridlyst i Sverige och skyddad med liknande bestämmelser i de flesta av de mellaneuropeiska länderna.

## Habitat
Backsippans utbredningsområde omfattar delar av västra och centrala Europa.
I Sverige finns backsippa i de södra och mellersta delarna upp till Uppland i norr.
I många delar av sitt utbredningsområde är den betraktad som sällsynt eller hotad, även om den kan vara talrik lokalt på en del platser.
Backsippan odlas också som prydnadsväxt i trädgårdar.

### Utbredningskartor
- Norden

Backsippa saknas i Norge och Finland.
- Norra halvklotet

## Biotop
Som det svenska trivialnamnet backsippa antyder, växer den främst i torra backar, till exempel på sluttningar till rullstensåsar, på sandfält och i andra liknande områden. Kalkgynnad.

## Etymologi
- Släktnamnet Pulsatilla kommer av latin pulsare = slå, stöta med syftning på en klockas kläpp som slår. Det går igen i trivialnamnen gökskälla och dombjälla. (Bjälla är en förvrängning av bjällra)
- Artet vulgaris kommer av latin vulgus = hop, allmänheten och betyder vanlig.
- Det äldre Släktnamnet Anemone kan härledas från det grekiska ordet αμονα (amona) = från roten.

## Folktro
I Brandenburg menade man, att en panasch markerade platsen där en jägare skjutit en häxa.
I Storbritannien hade man konstaterat att backsippor ofta växte på sluttningen av gravhögar. Det ansågs bero på att backsippor växte upp i blodet från krigande romare eller danskar som stupat i strid.

## Användning
Inom folkmedicinen används backsippan i form av tinktur vid kikhosta, menstruationsbesvär, melankoli, åderbråck  och diarré. Den medicinska verkan är kramplösande, smärtstillande, bakteriehämmande och celldelningshämmande.
Torkad och pulveriserad backsippa kan användas som nyspulver för att bota migrän.
Aktiva ämnen:
- Ranunculin C11H16O8 i blad och rot. Kan spjälkas till glukos och protoanemonin.
- Delphinidinglukosid C21H21ClO12
- Glukos
- Kaempferol C15H10O6 i bladen
- Pelargodinglukoside
- Protoanemonin. Instabil, har en brännande smak och är blåsdragande. Omvandlas lätt till anemonin, som är kristalliniskt och saknar blåsdragande effekt.
- Quercetin i bladen
- Saponin i roten
- Tannin

Andra innehållsämnen är garvämnen och en del hartser.
Använda delar av växten är hela ovanjordsdelen av färsk växt.
Inom fytoterapi betecknas roten med Pulsatilla radix.
Har använts för växtfärgning med alun som betmedel och ger grön färg.

## Bygdemål
| Namn          | Trakt                    | Referens | Kommentar                                                                                               |
| ------------- | ------------------------ | -------- | --- |
| Ardresippa    |                          | [ 6 ]    | |
| Backtulpan    |                          | [ 7 ]    | |
| Backvippa     |                          | [ 6 ]    | |
| Dombjälla     | Västergötland            | [ 1 ]    | Förvrängning av bjällra, en sorts klocka                                                                |
| Gotlandssippa | Gotland                  | [ 6 ]    | Egentligen Pulsatilla vulgaris ssp. gotlandica (Johanss.) Zämelis & Paegle, som finns enbart på Gotland |
| Gökskälla     |                          | [ 6 ]    | Även mosippa, Pulsatilla vernalis har kallats gökskälla                                                 |
| Isaöra        | Skåne                    | [ 8 ]    | Namnet betyder egentligen oxöra, ty blommans kronblad liknar en oxes öron                               |
| Ljungsnöre    | Halland                  | [ 1 ]    | |
| Oxöron        | Blekinge, Skåne, Småland | [ 1 ]    | |
| Ysner         | Halland                  | [ 8 ]    | Förvrängning av oxöron                                                                                  |
| Yxner         | Västergötland            | [ 8 ]    | Förvrängning av oxöron                                                                                  |
| Öksner, öxner | Västergötland            | [ 8 ]    | Förvrängning av oxöron                                                                                  |

Ett annat namn på växten är oxöga.

## Bilder

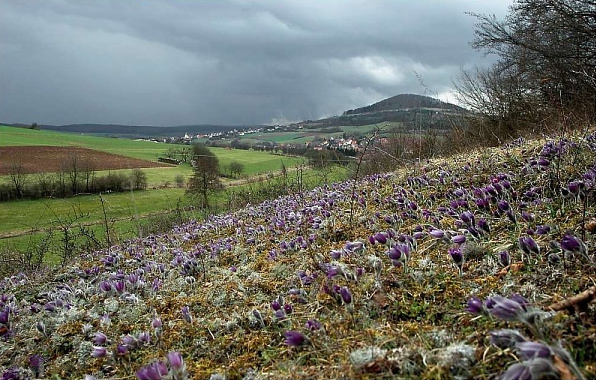
Backe med backsippa
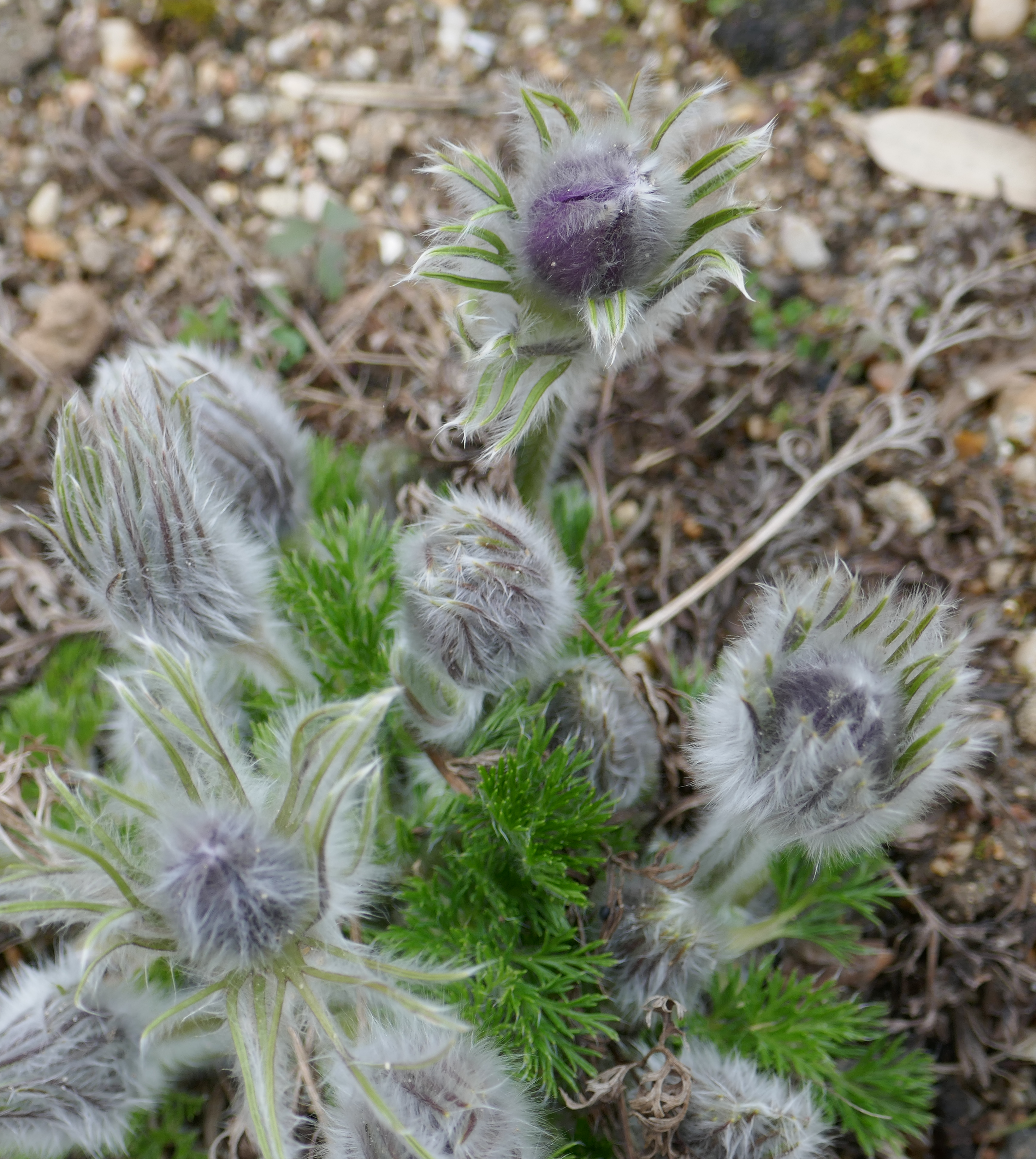
Ulliga knoppar
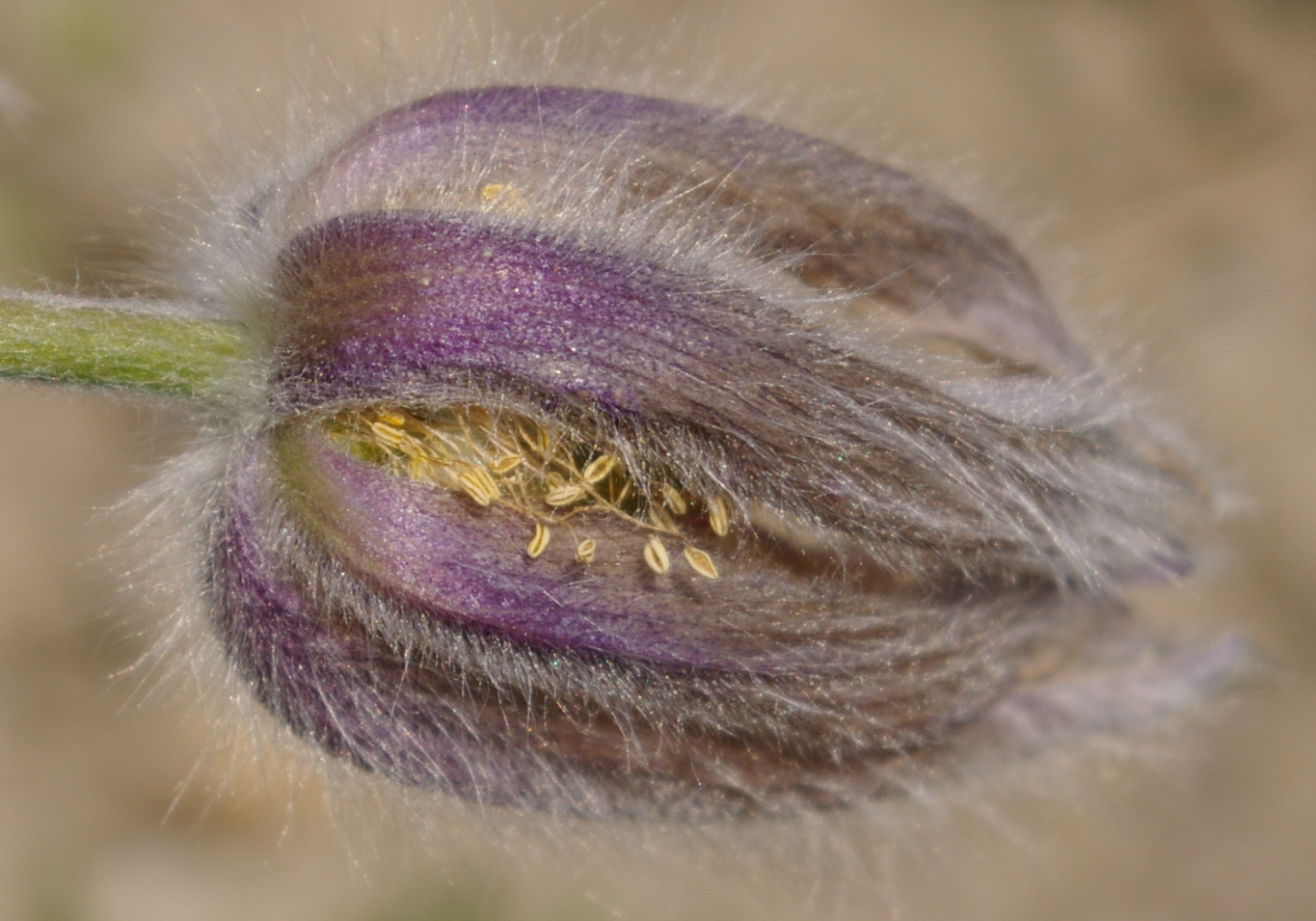
Håren håller blomknoppen varm en kylig vår Några ståndare undersöker vädret
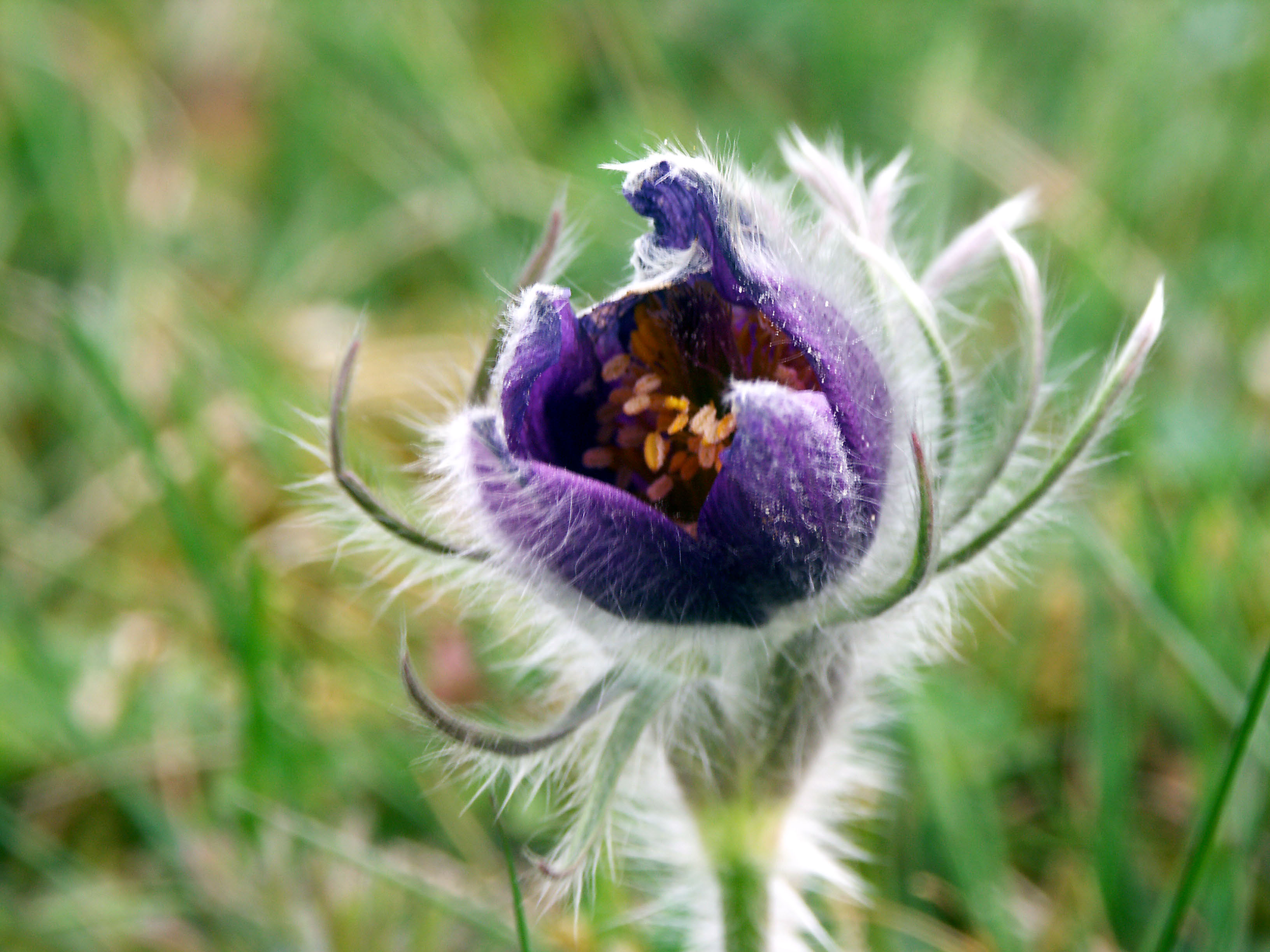
Backsippa i blomning Tidigt stadium
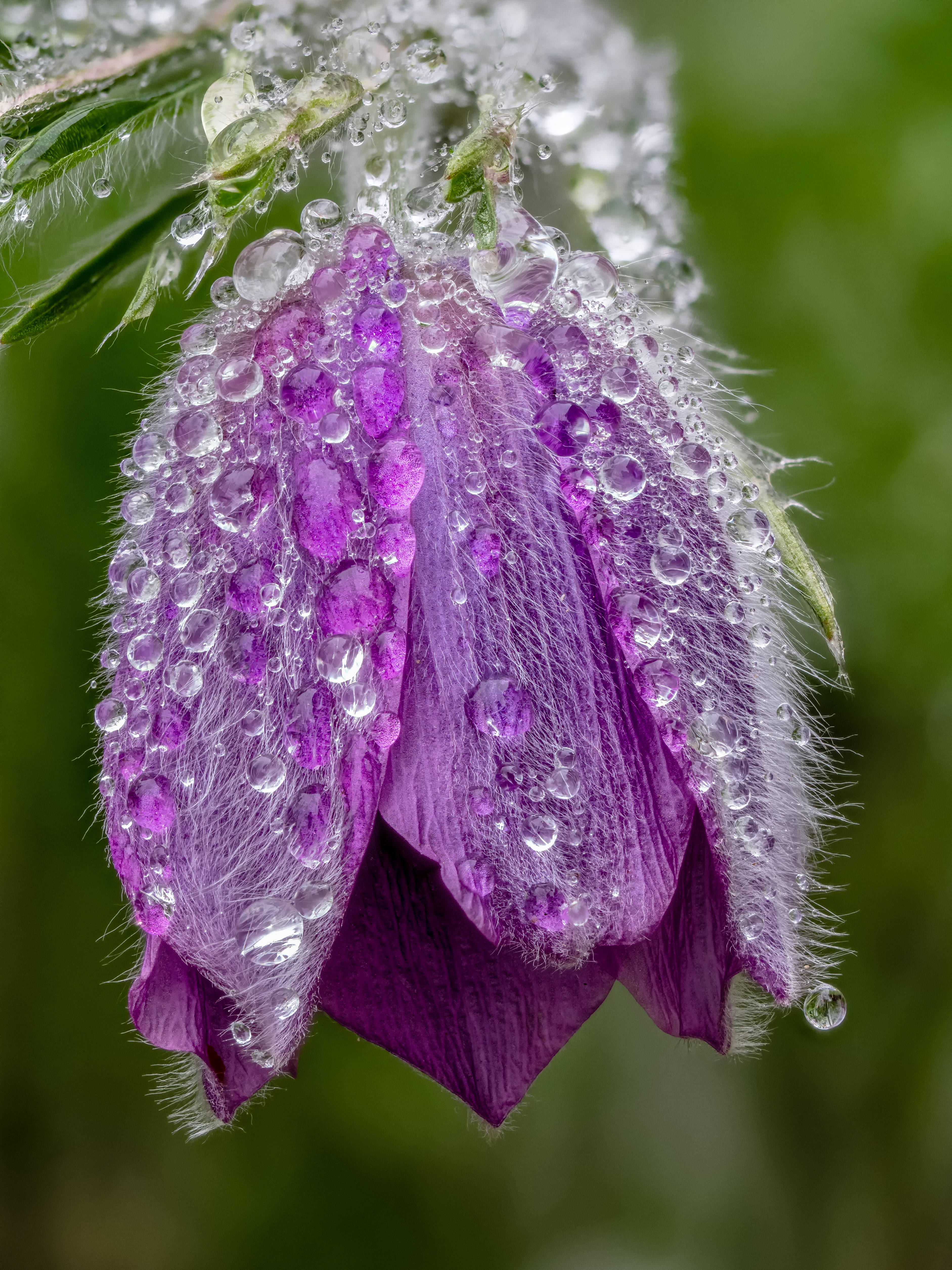
Vattendroppar på ullhåren
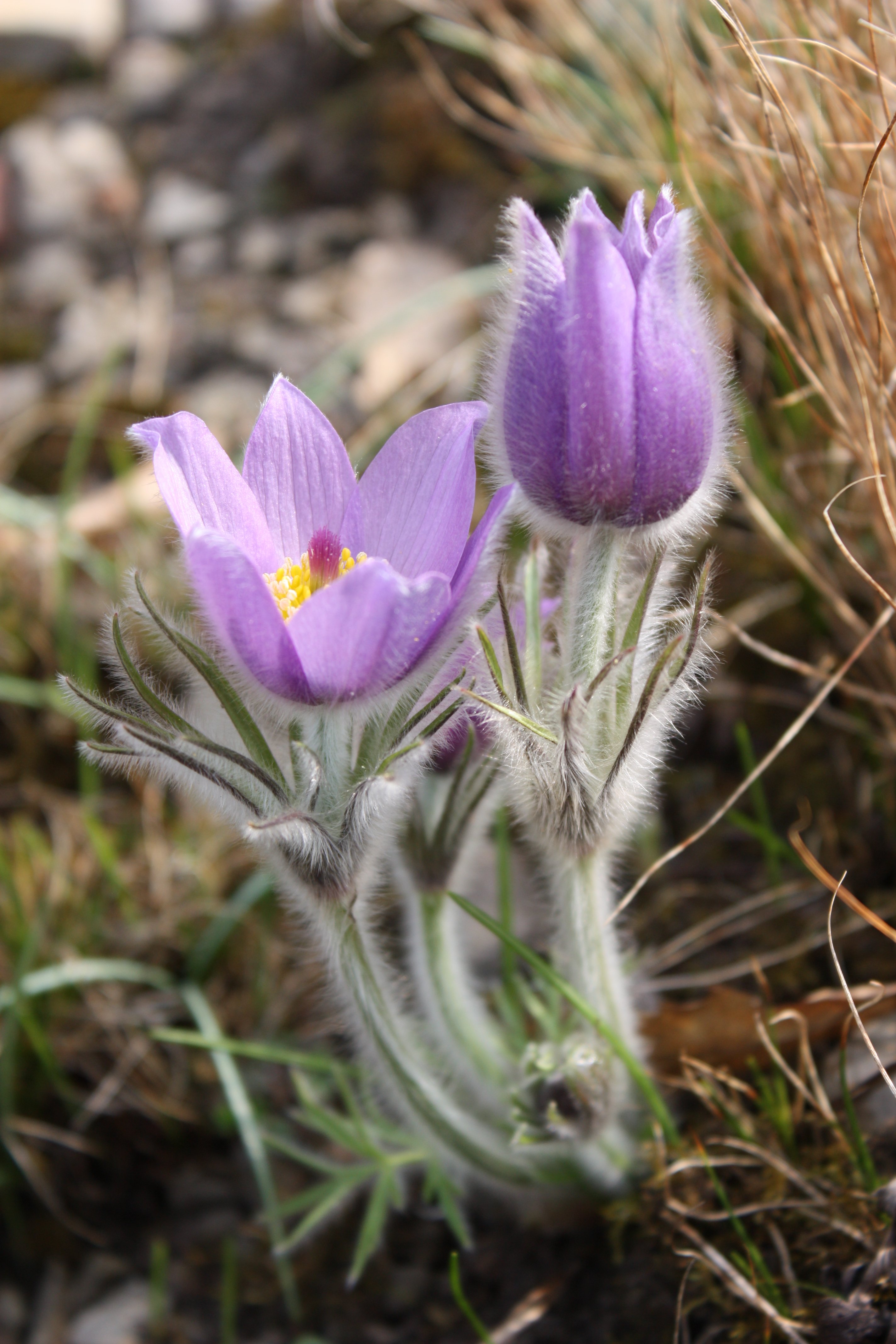
Efter en tid har blomman börjat öppna sig
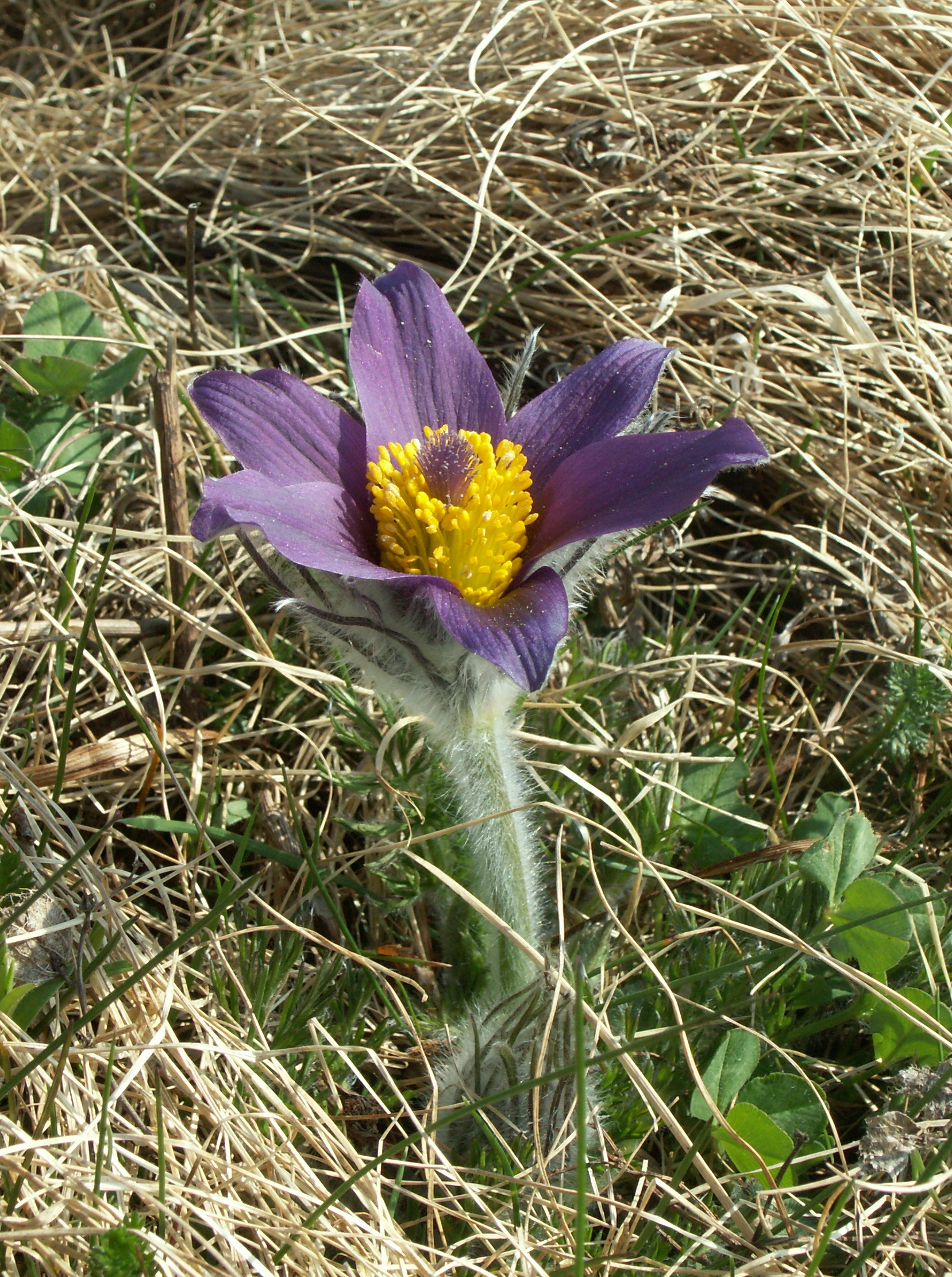
Backsippa på Fjärås bräcka
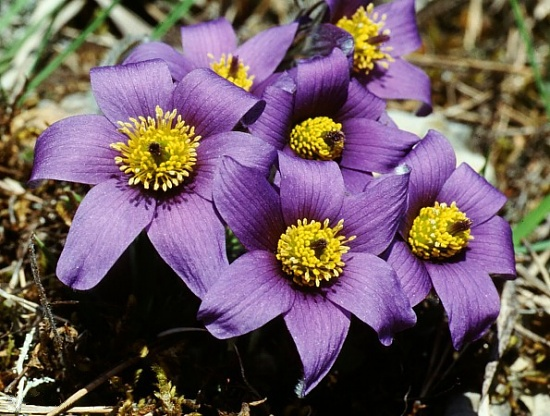
Mot slutet av blomningen öppnar sig blomman
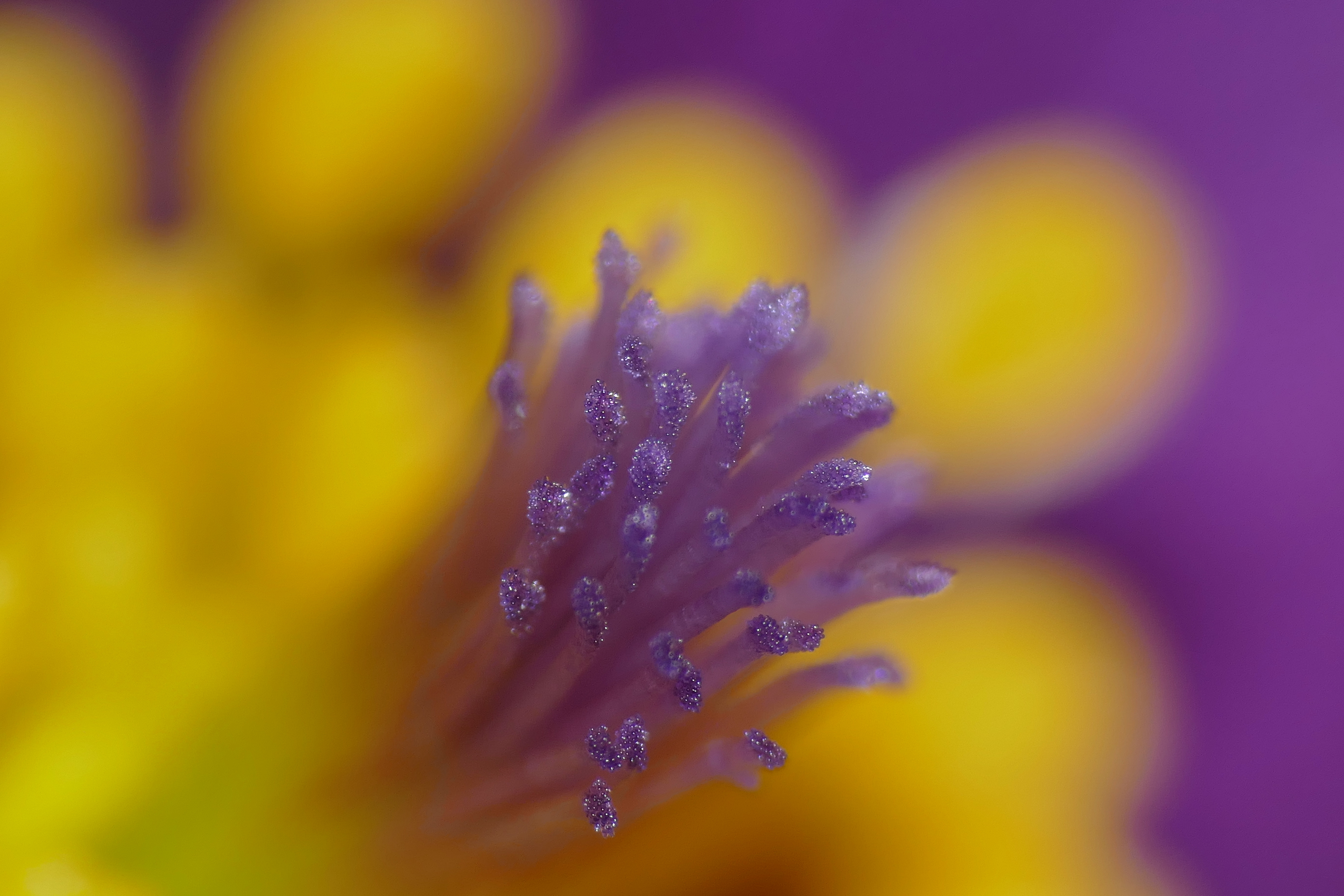
I var blomma en ensam pistill med många märken Det suddiga gula i bakgrunden är ståndarna, som omger pistillen
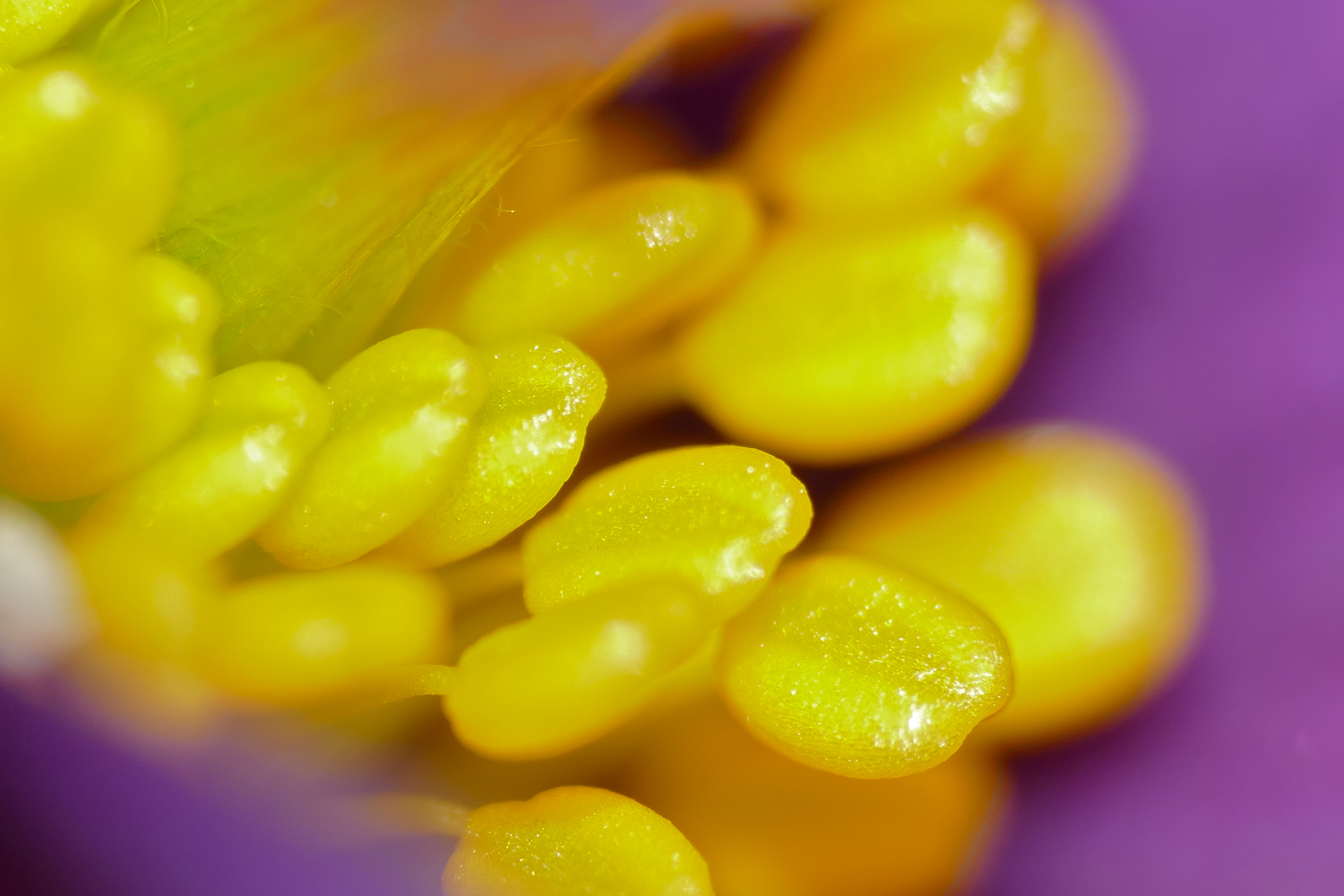
Ståndareknappar
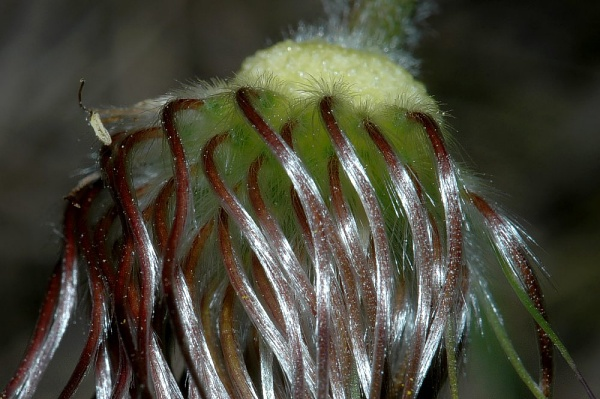
Omogna frukter
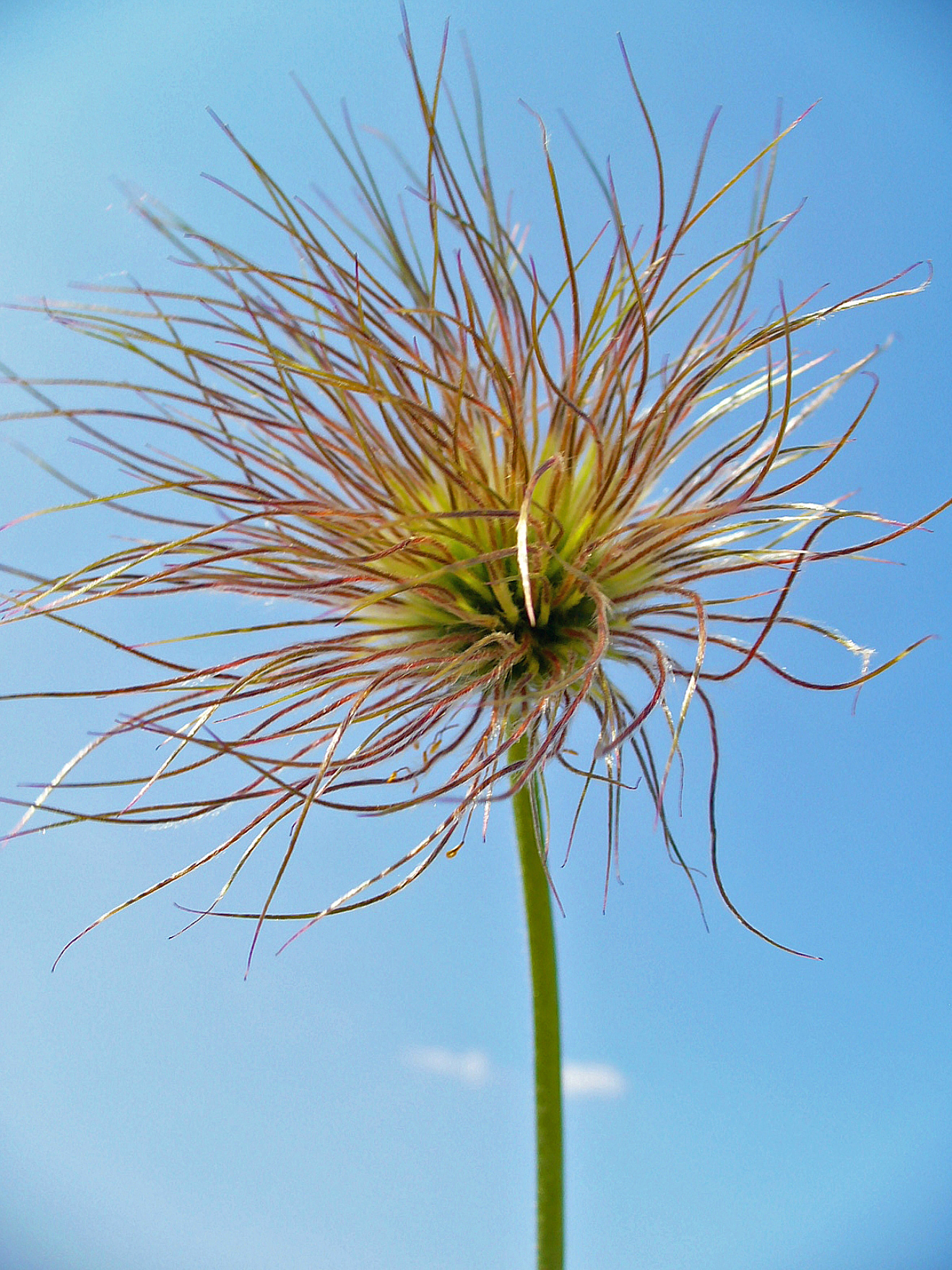
Panasch
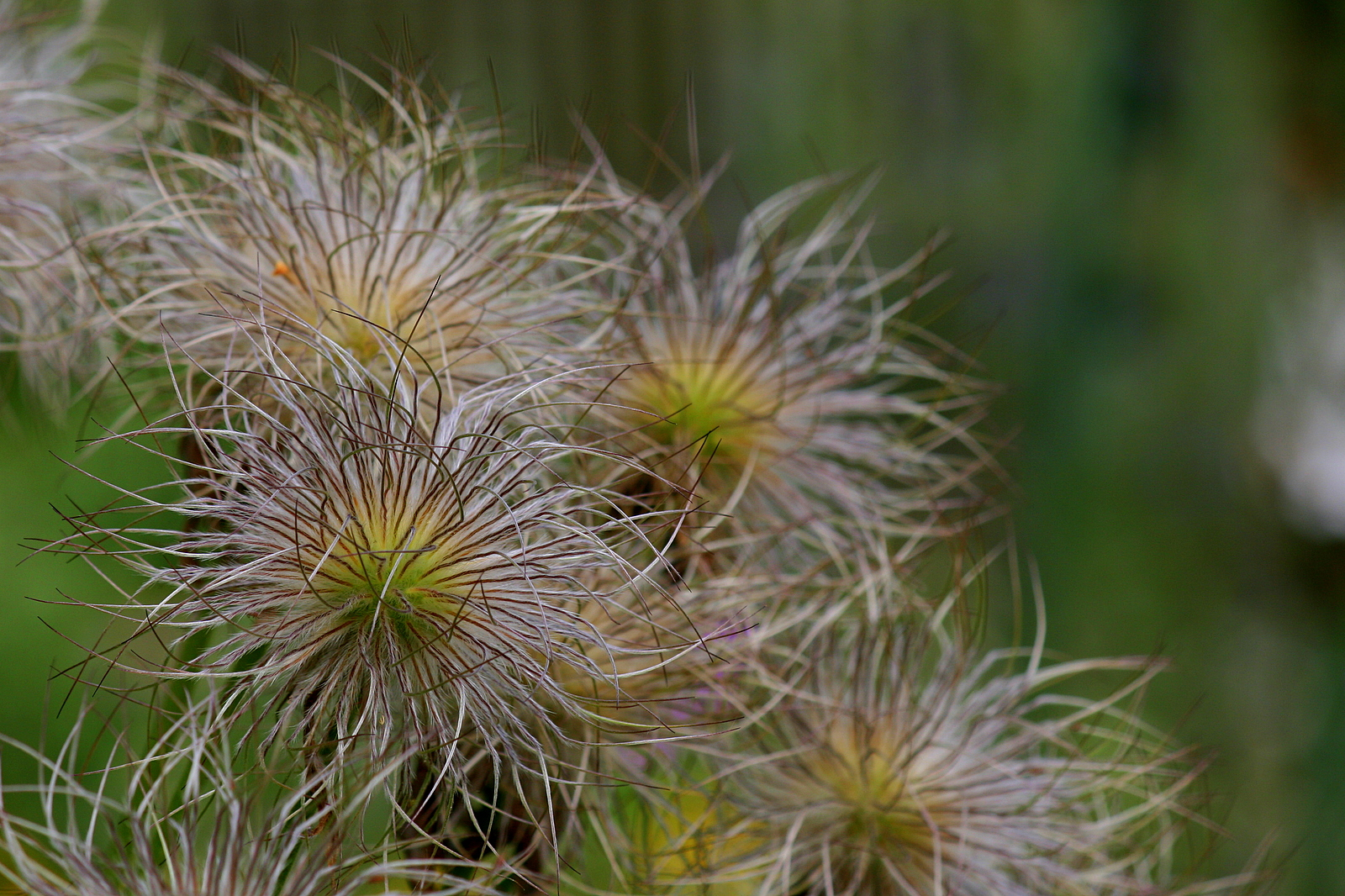
Överblommade backsippor
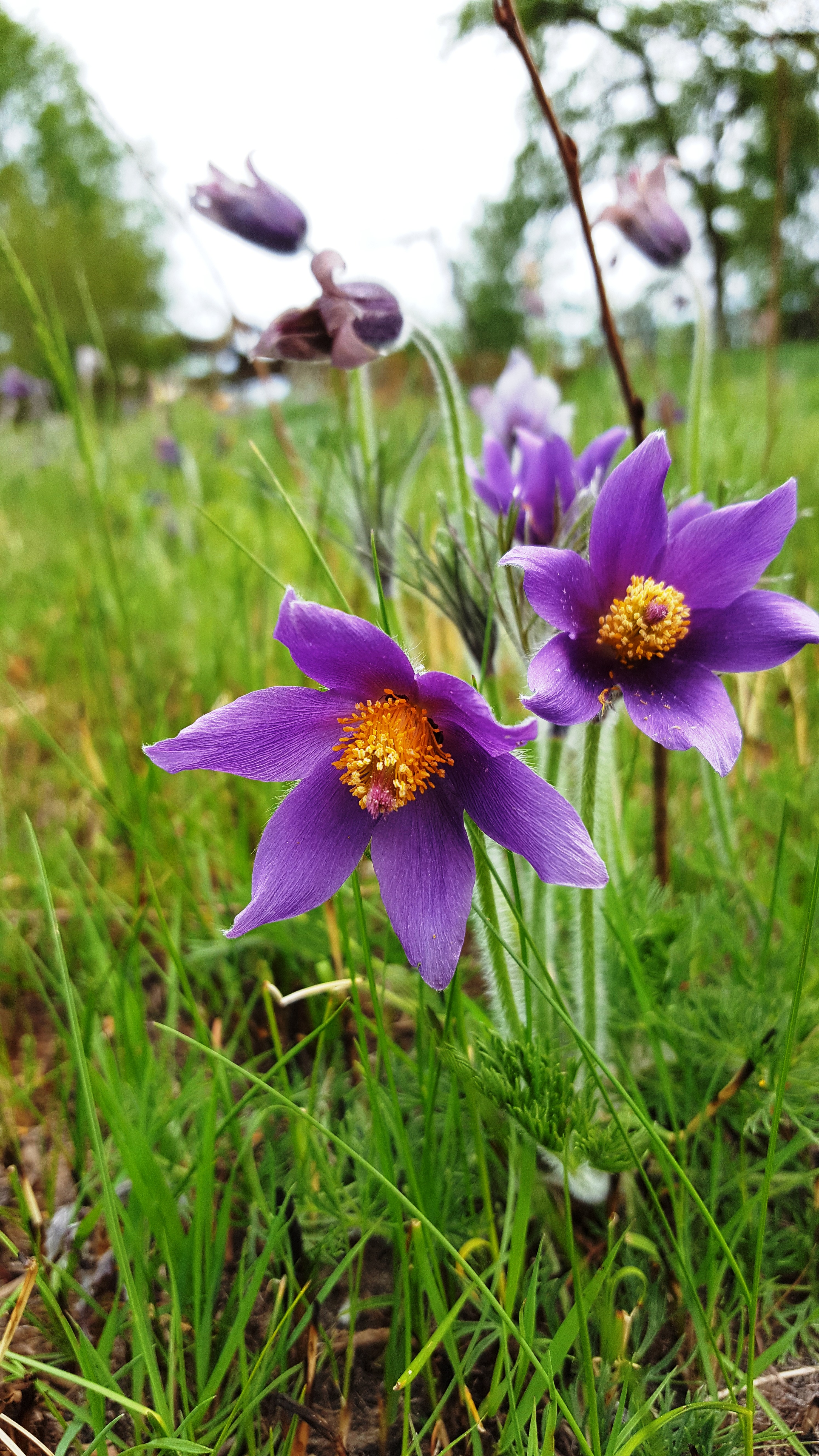
Åsa rullstensås på Selaön
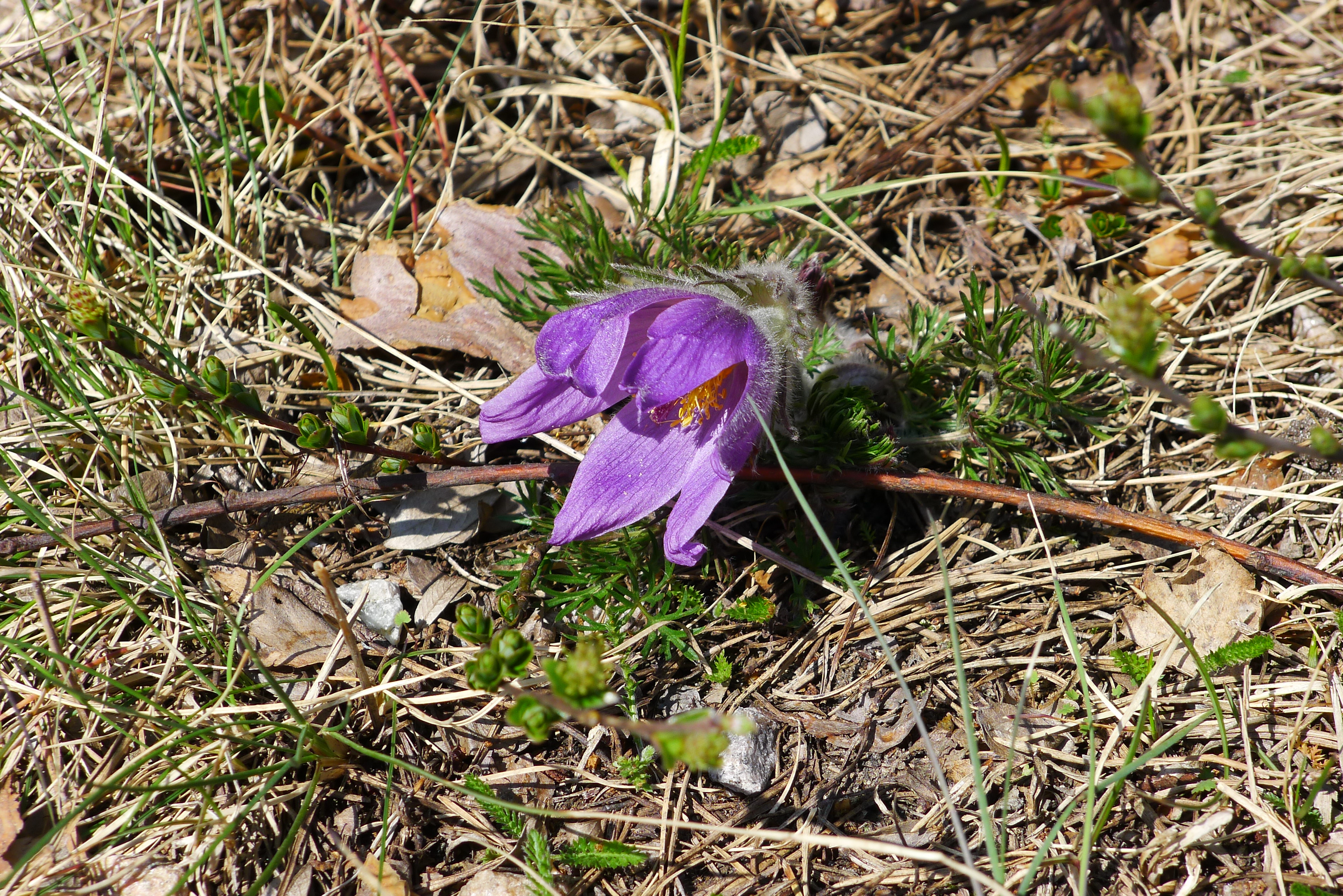
Backsippa i Mälarhusen
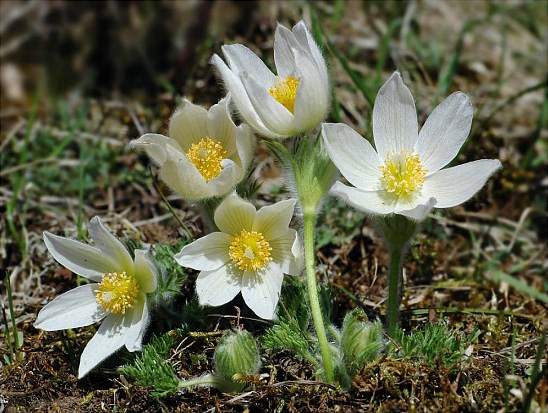
Pulsatilla vulgaris var. alba
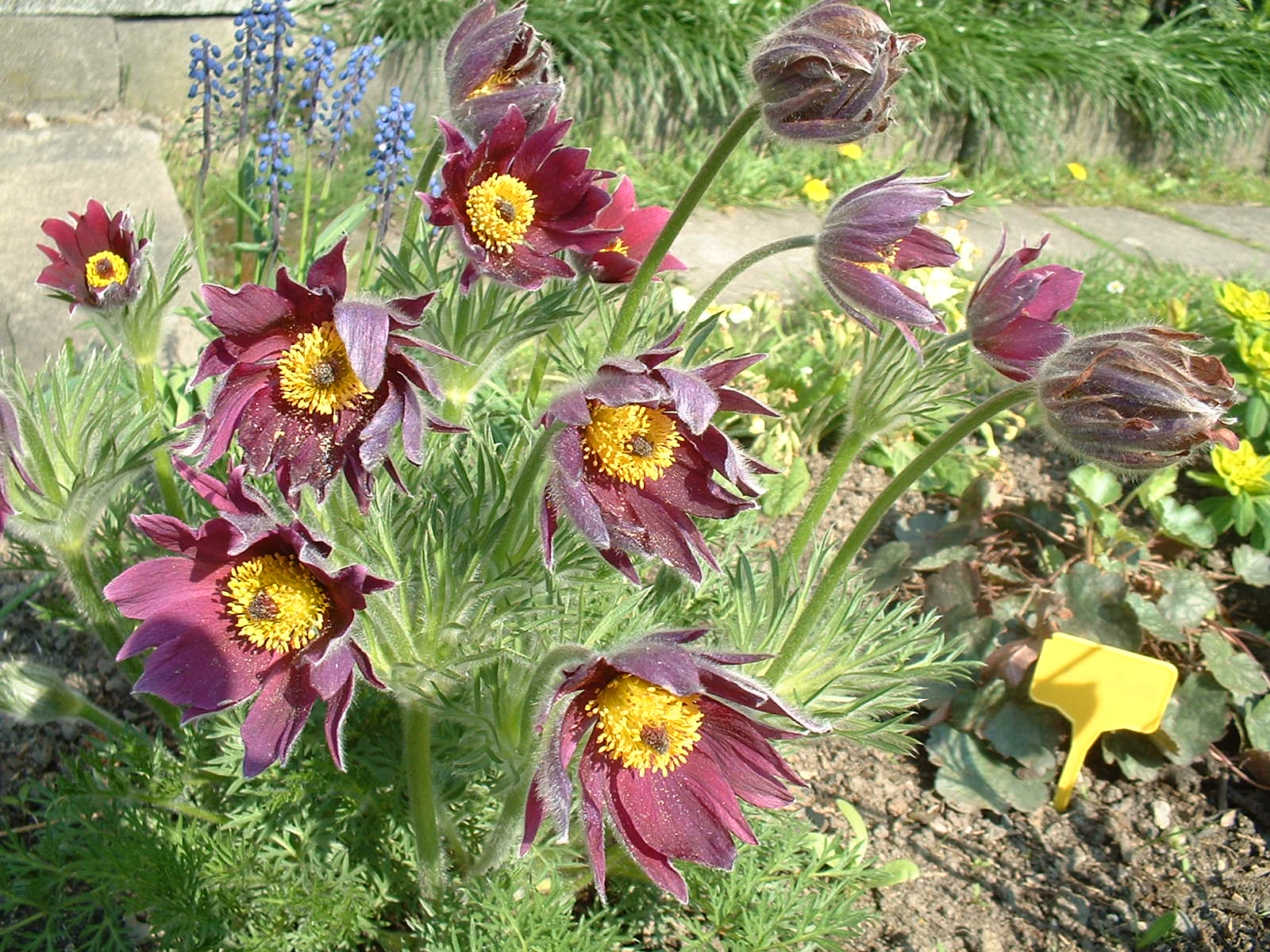
Pulsatilla vulgaris var. rubra
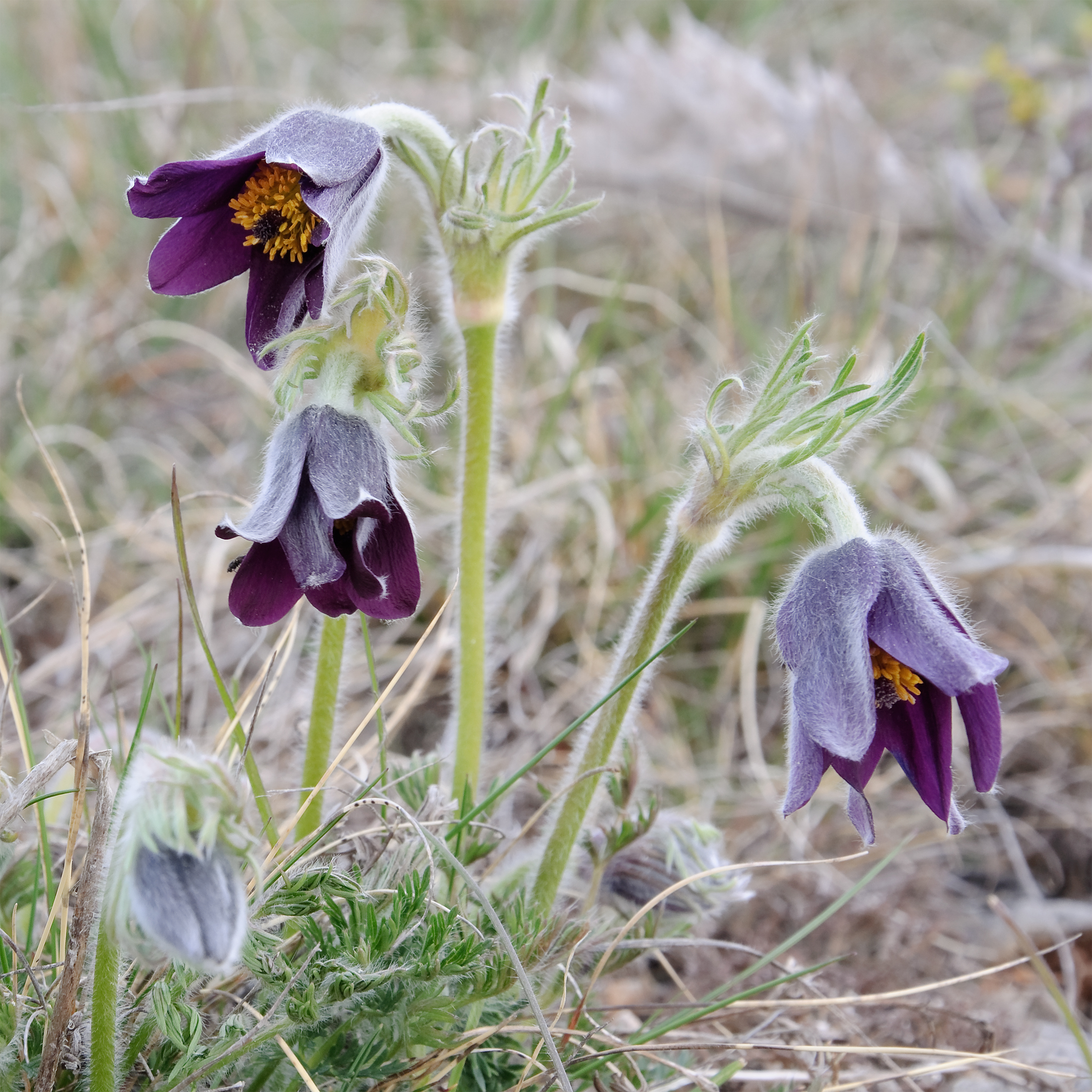
Pulsatilla vulgaris var. costeana Endemisk på en högslätt i  Massif central i Frankrike